# Bluefields repülőtér
A Bluefields repülőtér (IATA: BEF, ICAO: MNBL) egy nemzetközi repülőtér Nicaraguában Bluefields közelében. Éves utasforgalma 63 200 fő (2015).

## Kifutópályák
A repülőtér futópályái:
- 05/23 (2019 m, aszfalt)

## Forgalom
Az utasforgalom az elmúlt években az alábbi módon változott:
| Utasok száma | 21 894 | 36 659 | 23 000 | 45 500 | 63 200 |
|              | 2010   | 2012   | 2013   | 2014   | 2015   |

## Légitársaságok és úticélok
2023-ban a Bluefields repülőtérről az alábbi járatok indulnak:
| Légitársaság | Célállomások                         |
| ------------ | ------------------------------------ |
| La Costeña   | Corn Island, Managua, Puerto Cabezas |